# Mecaphesa prosper
Mecaphesa prosper es una especie de araña cangrejo del género Mecaphesa, familia Thomisidae, orden Araneae.

## Distribución
Esta especie se encuentra en Guatemala.

## Taxonomía
Fue descrita científicamente por O. Pickard-Cambridge en 1896.
Tratamiento taxonómico
La especie aparece registrada y publicada en Arachnida. Araneida. in: Biologia Centrali–Americana, Zoology. London 1: 161–224.